# Banowina drawska
Banowina drawska (serb./chorw. Дравска бановина/Dravska banovina) – jednostka podziału terytorialnego Królestwa Jugosławii w latach 1929–1941. Obejmowała tereny dzisiejszej Słowenii (z wyjątkiem terenów przyłączonych od Włoch po II wojnie światowej). Nazwa utworzona od rzeki Drawa. Według danych spisu powszechnego z 1931 ludność liczyła 96,8% katolików, 2,2% ewangelików, 0,6% prawosławnych. Po upadku Jugosławii w 1941 podzielona między III Rzeszę (część północno-wschodnia – „cywilny zarząd okupowanych terenów Karyntii i Krainy”), Włochy (część południowo-zachodnia – prowincje Lubiana i Fiume) i Węgry (obszar na wschód od rzeki Mura – Prekmurje).
Banami banowiny drawskiej byli:
1. Dušan Sernec – od 9 X 1929 do 4 XII 1930
2. Drago Marušič – od 4 grudnia 1930 do 8 II 1935
3. Dinko Puc – od 8 II 1935 do 10 IX 1935
4. Marko Natlačen – od 10 IX 1935 do 16 IV 1941